# 小行星2134
小行星2134（2134 Dennispalm）是一颗绕太阳运转的小行星，为主小行星带小行星。该小行星于1976年12月24日发现。
該小行星以帕洛馬山天文台的業餘天文學家丹尼斯·帕爾姆（Dennis Palm）命名。

## 轨道参数
小行星2134的轨道半长轴为2.6381696 UA，离心率为0.256。